# Szeparációs-individuációs folyamat
A szeparációs-individuációs folyamat Margaret Mahler fogalma, mely a korai én kialakulására és megszilárdulására vonatkozik.

## Tárgykapcsolati elméletek
Margaret Mahler tárgykapcsolati teoretikus volt, mely irányzat Freud munkásságának továbbvitelével a tárgymegszállást (tárgy=másik ember) már csecsemőkorban lehetségesnek és relevánsnak tartja, azaz szerintük (Freuddal ellentétben) a nárcisztikus libidómegszállás állapota nem előfeltétele a tárgymegszállásnak és ezáltal a korai tárgykapcsolat kialakulásának. Elméletük szerint a csecsemő már kezdetektől fogva szociális kapcsolatban van a környezetével, legfőképpen az édesanyjával, így individualitásának és lelki működésének alakulását e korai anya-gyermek kapcsolat határozza meg, melynek legfontosabb tényezője a csecsemő tárgyleképezésének minősége. Tárgykapcsolati szerzők közé sorolható még Melanie Klein, Bálint Mihály, William Fairbairn, Otto Kernberg, Heinz Kohut és Donald Winnicott.

## A szeparációs-individuációs folyamat
Mahler elmélete szerint a pszichológiai születés, azaz a függetlenné válás és a önmagunkról való reprezentáció kialakulásának kezdete nem esik egybe a valódi születéssel. Az emberi csecsemő pszichológiai születése című műve is ezt az elméletet mutatja be, mely szerint a pszichológiai születés egy meghatározott fázisokon végbemenő fejlődési folyamat eredménye, melynek szakaszai a következők:

### Előfutárok
1. Normál autisztikus fázis: a kezdetekkor a csecsemő még csak saját magával van elfoglalva,
2. Szimbiotikus fázis: a kisgyermek tudatában az anya és ő egy egységet alkotnak (2. hónaptól).

### Alfázisok
1. Differenciáció és a testkép alakulása: a gyermek elkezdi felfedezni saját testhatárait és a külvilágot is, ezáltal már valamilyen szinten kezd elkülönülni édesanyjától (4-9 hónap),
2. Gyakorlás: ekkor már fizikailag is el tud távolodni édesanyjától, ezáltal önállóan képes felfedezni a környezetét, de még szüksége van az anya által nyújtott biztonságra (bázis), így gyakran visszatér hozzá (tankolás) (10-18 hónap),
3. Újraközeledés: tudatosul benne, hogy ő egy anyjától függetlenül létező egyén, ami megijeszti és egyszerre próbál közeledni és mégis függetlenedni tőle (18-24 hónap),
4. Az individualitás megszilárdulása és az emocionális tárgyállandóság kezdetei: 3 éves korra az anya megfelelő érzelmi tükrözésével (projektív identifikáció- Melanie Klein) kialakul az individuáció konszolidációja.

Mahler úgy vélte, hogy az e szakaszok során fellépő zavarok okozhatják később az esetlegesen megjelenő személyiségbeli problémákat. 